# Upper Sheringham
Upper Sheringham est un village et une paroisse civile du Norfolk, en Angleterre.